# Top Hill
Top Hill es una localidad de Trinidad y Tobago, que forma parte de la parroquia de St. John.

## Geografía
La localidad abarca parte de la isla de Tobago y limita al norte con Speyside, al sur y oeste con King's Bay (localidad perteneciente a la parroquia de St. Paul) y al este con el océano Atlántico.

## Demografía
Datos demográficos de la localidad de Top Hill:
| Gráfica de evolución demográfica de Top Hill entre 2000 y 2011 |
|                                                                |